# Arvid Horn
Arvid Bernhard Horn til (Kankas) Ekebyholm (6. april 1664 på Vuorentaka i Finland – 17. april 1742 på Ekebyholm i Uppland) var en af Sveriges mest kendte statsmænd.
Horn tilhørte en fattig gren af slægten Horn; efter at have studeret i Åbo gik han i krigstjeneste 1682 og kæmpede nogle år senere i udenlandske hærer: i Ungarn under Prins Eugen af Savoyen (1687) og i Flandern under Waldeck med flere (1690-95). Han kom i stor yndest hos den unge Karl 12. af Sverige, hvem han ubetinget og hengiven fulgte. I Den Store Nordiske Krig deltog han med stor tapperhed og stod i spidsen for kongens drabanter. I 1704 havde Horn en mission af yderste vigtighed at gennemføre; det var August den Stærkes fjernelse fra den polske trone og ordningen af det nye kongevalg.
Horn optrådte ved denne lejlighed yderst kraftig; med meget energiske skridt gennemførte han Karl XII’s vilje og gjorde Stanislaw Leszczynski til konge. Snart efter valget angreb August Warszawa, og Horn, som havde en absolut utilstrækkelig forsvarsstyrke, måtte overgive sig som fange, skønt han havde foreslået sine folk hellere at falde med våben i hånd. Horn blev allerede november 1705 udvekslet; han blev 1705 rigsråd, 1706 greve og 1707 guvernør for Karl XII’s søstersøn, den unge Karl Frederik af Holsten-Gottorp. Horns krigerske bane var afsluttet.
Endnu stod han højt i gunst hos Karl XII og blev 1710 kancellipræsident efter Nils Gyldenstolpe. Stillet i midtpunktet for administrationen fik Horn lejlighed til at se med andre øjne på styrelsen og rigets forhold, og han sank snart i gunst hos kongen. Karl XII påstod, at Horn ikke udviste tilstrækkelig nidkærhed i sine embedshverv. Både 1710 og 1713 var Horn blandt dem, som ville have stænderne sammenkaldte; men da stænderne 1713—14 slog ind på veje, som syntes at kunne føre til angreb på kongemagten, var det Horn, der kraftigst rejste sig imod dem og advarede dem.
Hans optræden i så henseende faldt ikke i prinsesse Ulrika Eleonoras smag; denne var nu i Karl XII’s fraværelse kaldet til at deltage i rådets forhandlinger. I Karls sidste tid havde Horn kun lidet med regeringen at gøre; det var den tid, da kongen først og fremmest støttede sig til udlændingen Görtz. Efter kongens død bidrog Horn kraftig til, at Ulrika Eleonora måtte frasige sig sine arvefordringer og lade sig nøje med at vælges til dronning.
Horn yndede dog aldeles ikke sin tidligere myndling, den holstenske hertug. Horns andel i fremkomsten af regeringsformen af 1719 er af meget stor betydning. Efter skridt fra dronningens side, der næppe var forenelige med regeringsformen, fratrådte Horn april 1719 sit embede som kancellipræsident og fik af Ulrika Eleonora sin afsked også fra rigsrådsembedet. Han var landmarskal på rigsdagen 1720 og bidrog virksomt til, at Frederik af Hessen efter Ulrika Eleonoras ønske blev konge.
Hendes plan om en samregering mellem de to kongelige ægtefæller blev til intet, fornemmelig på foranledning af Horn. På rigsdagens anmodning gjorde den nye konge atter Horn til kancellipræsident. Horn blev derefter i over 18 år den første mand i Sveriges styrelse, og tidsalderen, især efter det holstenske partis fald 1727, kan ikke uden føje kaldes Horns regeringstid. Horn indlagde sig nu store fortjenester af den indre udvikling.
Han må vistnok siges for en stor del at have fortjenesten af, at Sverige forholdsvis hurtig rejste sig af den tilstand, hvori de store krige havde hensat det. I udenrigspolitikken viste han stor varsomhed og forsigtighed, dog uden at kompromittere Sveriges uafhængighed og selvbestemmelsesret. Med Rusland måtte Horn indgå alliance 1724; det til en vis grad russiskvenlige holstenske parti var nu også ret mægtigt i Sverige og talte fremragende medlemmer selv i rigsrådet.
Horn nærmede sig imidlertid snart Frankrig og England; men da der blev tale om Sveriges deltagelse i den hannoveranske alliance, fandt Horn det rådeligst at skyde spørgsmålet om Sveriges alliancesystem ind under rigsdagen. Denne lod, sluttende sig til Horn, riget indtræde i den hannoveranske alliance. Følgen var, at det holstenske parti fuldstændig styrtedes; men selv om Horns stilling derved for den nærmeste tid styrkedes, havde han dog på en afgørende måde fremmet et farligt princip.
Gennem rigsdagens og det hemmelige udvalgs bestemmende indflydelse på administration og diplomati skøds regeringen i baggrunden. Horn var nu i sin politik fri for russisk indflydelse, og nu indtrådte den roligste og lykkeligste tid under hans administration. Imidlertid sporedes 1731 og det følgende år fremtrædende elementer til et modparti, Carl Gyllenborg, Anders Johan von Höpken med flere, og Horns forhold til kongen, som hidtil havde været godt, blev nu, ikke mindst på grund af personlige forhold, noget køligt.
Horns afskedsbegæring 1731 førte dog ikke til noget virkeligt resultat; den var nok ej heller så ganske oprigtig ment. 1734 stod Horn overfor et yderst vigtigt politisk spørgsmål, nemlig om eventuelt optræden mod Rusland i den Polske Arvefølgekrig. Horns modparti, hattene, ville, påvirket af Frankrig, krig med Rusland, men det lykkedes Horn at modvirke planen. Et forbund med Frankrig neutraliseredes ved et forbund med Danmark, med hensyntagen til Rusland.
Horn blev nu genstand for talrige bitre og uretfærdige beskyldninger for mangel på fædrelandskærlighed med mere. 1738 fik endelig Hattepartiet overvægt på rigsdagen og satte først og fremmest alle sine medlemmer ind i det hemmelige Udvalg. Horns forbliven ved magten var nu umulig; flere af hans partifæller i rigsrådet blev genstand for politisk forfølgelse, og han begærede endelig selv sin afsked. Ærbødigheden for ham og taknemmelighed for de tjenester, han havde gjort Sverige, foranledigede, at der ved hans fratræden ydedes ham store hædersbevisninger.
Han levede senere i tilbagetrukkenhed og ro; han døde på Ekebyholm, tids nok til at undgå at se de ulykker, som hans modstanderes hovedløse krigspolitik førte over Sverige. Horn kan ikke siges at have været nogen genial statsmand, og han havde ingen store, gennemgribende planer, men han var i besiddelse af sund sans og et udpræget praktisk blik; han havde altid et åbent øje for, hvad der under de forhåndenværende omstændigheder kunne gøres, og for, hvad der burde undgås.
At Horns politik var opportunistisk, måtte vel ligge i forholdenes natur, han måtte bevæge sig forsigtig frem mellem modsatte strømninger, og han havde i det hele taget held hermed, om man end må indrømme, at han ikke er uden skyld i, at Sveriges politiske liv førtes ind på til en vis grad uheldige baner.